# Pantonyssus erichsonii
Pantonyssus erichsonii là một loài bọ cánh cứng trong họ Cerambycidae.